# Dumitru Dămăceanu
Dumitru Dămăceanu (n. 17 iulie 1896, Cosmești, Galați, România – d. 27 septembrie 1978, București, România) a fost un general român care a luptat în cel de-al Doilea Război Mondial și a jucat un rol important în Lovitura de stat de la 23 august 1944. 

## Carieră militară și diplomatică

### Educație
- Liceul internat "Costache Negruzzi" Iași.
- Școala militară de ofițeri activi de cavalerie Târgoviște - 1916.
- Ca sublocotenent în Regimentul 6 roșiori a luptat și în Primul Război Mondial.
- Școala militară superioară Sibiu – 1923.
- Școala de Război din Torino (Italia) – 1929.

### Activitate militară și politică
- 1930 – 1935 - ofițer în Marele Stat Major , apoi comandant de divizie în Regimentul de Gardă Călare, Escorta Regală a regelui Carol al II-lea.
- 1936 – 1938 - Atașat militar în Italia (Roma) și Albania.
- 1939 – 1940 - Adjutant regal, director de studii la Școala Marelui Voievod Mihai - clasa palatină - clasa Regelui Mihai.

Lt. col. Dămăceanu a fost numit la 12 septembrie 1940 în rangul de aghiotant regal.
- 1941 – 1942 - Comandant de unități militare (Regimentul 10 roșiori s.a.) luptă pe Frontul de Est în Al Doilea Război Mondial. A fost decorat pe 17 octombrie 1941 cu Ordinul „Mihai Viteazul” cl. III-a „pentru tenacitatea și spiritul de sacrificiu de care a dat dovadă în luptele dela Nistru, reișind să spargă frontul, puternic fortificat al inamicului, găsindu-se tot timpul acolo unde lupta era mai grea”.[2]

- 1942 – 29 august 1944, colonel, șef al Statului Major al Comandamentului Militar al Capitalei. În acțiunea forțelor din jurul Regelui Mihai, a avut un rol important în pregătirea și desfășurarea acțiunilor militare de rupere de Puterile Axei din vara anului 1944, și continuarea războiului alături de Aliați.

Colonelul adjutant Dumitru Dămăceanu a fost numit la 1 septembrie 1944 în funcția de subsecretar de stat pentru afacerile interne, fiind înaintat apoi, cu începere din 29 august 1944, la gradul de general de brigadă. A făcut parte din Comisia română condusă de Barbu Știrbey care, la 12 septembrie 1944, a semnat la Moscova, Convenția de Armistițiu dintre România și Națiunile Unite.
La 28 februarie 1945, în cadrul crizei guvernamentale declanșate de Frontul Național Democrat pentru a acapara puterea, Dămăceanu a fost unul dintre cei zece ofițeri care s-au desolidarizat de președintele Consiliului de Miniștri, generalul Rădescu, care denunțase în mai multe discursuri demersurile FND-ului. La recomandarea premierului, regele Mihai a emis un Decret Regal prin care cei zece erau trecuți în rezervă, însă acesta n-a mai apucat să fie publicat în Monitorul Oficial, ca urmare a presiunilor făcute de emisarul Uniunii Sovietice, Andrei Vîșinski.

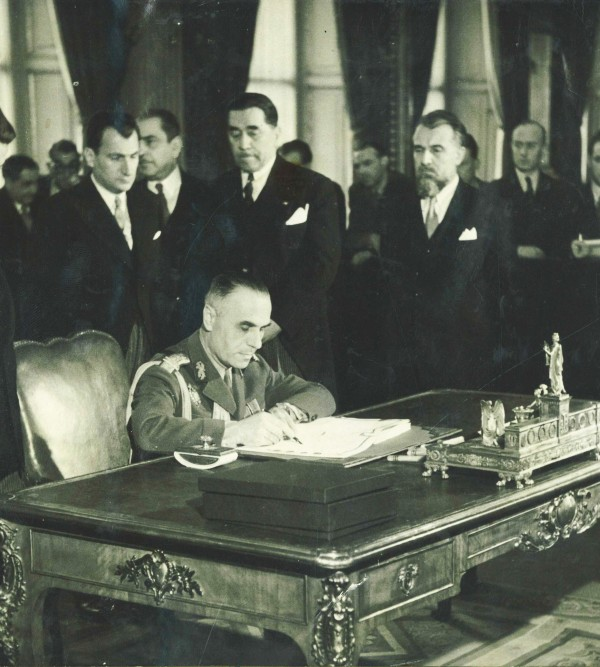
Gen. Dumitru Dămăceanu semnează Tratatele de pace de la Paris, 1947

În 1946 a fost membru al delegației României, condusă de Gheorghe Tătărăscu, participantă la Conferința de Pace de la Paris (alți membri au fost Lucrețiu Pătrășcanu și Ștefan Voitec, printre alții).
În februarie 1947, la Paris, în cadrul delegației guvernamentale , Dămăceanu a semnat din partea României Tratatele de pace de la Paris, 1947 cu Puterile Aliate.
În perioada 23 august 1944 – 30 decembrie 1947,  Dumitru Dămăceanu a ocupat funcții precum: subsecretar de stat la Președinția Consiliului de Miniștri, la Ministerul de Interne, la Ministerul de Război, subsecretar de stat pentru armata de uscat.
După abdicarea forțată a Regelui Mihai și instaurarea statului comunist a fost exclus din armată. În 1949, Dumitru Dămăceanu a fost arestat, condamnat și degradat. În 1959 a fost eliberat și reabilitat, redându-i-se gradele militare în rezervă. A fost înaintat la gradul de general de armată (cu 4 stele) în rezervă la 19 august 1974.

## Decorații
A fost decorat cu înalte ordine militare române și strǎine:
- Ordinul Militar „Mihai Viteazul” clasa III-a (17 octombrie 1941)[2]
- Ordinul „Steaua României” cu spade în gradul de Ofițer cu panglică de „Virtute Militară” (29 iulie 1942)[9]
- „Frunza de Stejar”, la panglica de „Virtute Militară” a Ordinului „Steaua României” cu spade în gradul de Ofițer (12 mai 1945)[10]
- Ordinul Militar "Mihai Viteazul" cu spade - 1944,
- Crucea de Fier
- Medalia Victoria
- Ordinul „Steaua Republicii Populare Romîne” clasa a II-a (30 decembrie 1957) „cu ocazia celei de a zecea aniversări a proclamării Republicii Populare Romîne și pentru merite deosebite în îndeplinirea sarcinilor date de Partidul Muncitoresc Romîn, pentru merite deosebite pe tărîmul construcției de stat, economice, sociale, culturale și obștești”[11]
- Ordinul „23 August” clasa a II-a (12 august 1959) „pentru contribuția activă la întărirea regimului democrat-popular”[12]
- Ordinul „23 August” clasa I (18 august 1964) „pentru merite deosebite în opera de construire a socialismului, cu prilejul celei de a XX-a aniversări a eliberării patriei”[13]
- Ordinul „Tudor Vladimirescu” clasa a IV-a (30 aprilie 1966) „cu prilejul celei de-a 45-a aniversări de la înființarea Partidului Partidului Comunist din România, pentru merite deosebite în opera de construire a socialismului”[14]
- Ordinul „Steaua Republicii Socialiste România” clasa I (25 iulie 1966) „pentru merite deosebite în opera de construire a socialismului, cu prilejul împlinirii vîrstei de 70 ani”[15]
- titlul de Erou al Muncii Socialiste și medalia de aur „Secera și ciocanul” (4 mai 1971) „cu prilejul aniversării a 50 de ani de la constituirea Partidului Comunist Român, [...] pentru contribuția deosebită adusă la întărirea forțelor armate și apărarea orînduirii sociale și de stat”[16]

## Starea civilă
În 1932 s-a căsătorit cu Georgeta Mirela Stroescu (n. 1912 la București, d. 1996) și au avut o fiică, Gabriela Romana Dămăceanu (n.1938, la Roma, Italia) singura descendentă directă.